# Banesto (wielerploeg)

Logo van sponsor Banesto, een Spaanse bank

Banesto, voorheen Reynolds en later iBanesto.com geheten, was een Spaanse wielerploeg actief van 1980 tot 2003 en gesponsord door een Spaanse bank.
Banesto kwam in 1990 als hoofdsponsor in het peloton, als opvolger van Reynolds dat sinds 1980 in het peloton actief was. Banesto was vanaf juli 1989 reeds co-sponsor geweest naast Reynolds, een producent van fietswielen. Ploegleider en later manager van de ploeg was José Miguel Echavarri.

## Geschiedenis
Reynolds won in 1988 de Ronde van Frankrijk met de Spanjaard Pedro Delgado. Delgado behield meer dan zeven minuten voorsprong op de Nederlander Steven Rooks. Vijf jaar eerder eindigde zijn landgenoot Ángel Arroyo voor Reynolds als tweede achter de Fransman Laurent Fignon. In de eerste helft van de jaren 90 reed de ploeg voornamelijk in dienst van vijfvoudig Tourwinnaar en tweevoudig Girowinnaar Miguel Indurain, die bij Reynolds helper van Delgado was. Nadat Miguelón in 1996 zijn carrière beëindigde, na onder meer een van hem ongeziene inzinking op Hautacam tijdens de Ronde van Frankrijk, probeerde de ploeg de leemte die Indurain liet op te vullen. Dat is nooit helemaal gelukt, alhoewel met Chaba Jiménez een opvolger klaar stond. Jiménez klom geweldig, maar een Grote Ronde winnen bleek te hoog gegrepen. De voornaamste resultaten nadien waren de winst van Abraham Olano in de Ronde van Spanje in 1998 en de tweede plaats van Alex Zülle in de Tour een jaar later. Van 1994 tot 1996 reed de Nederlander Erwin Nijboer bij de ploeg, als helper van Indurain. Banesto hield in 2003 op te bestaan, maar Echavarri vond in Illes Balears een nieuwe sponsor, Banesto was dat jaar nog wel de tweede sponsor van die ploeg om het financiële plaatje helemaal rond te krijgen.

## Afbeeldingen

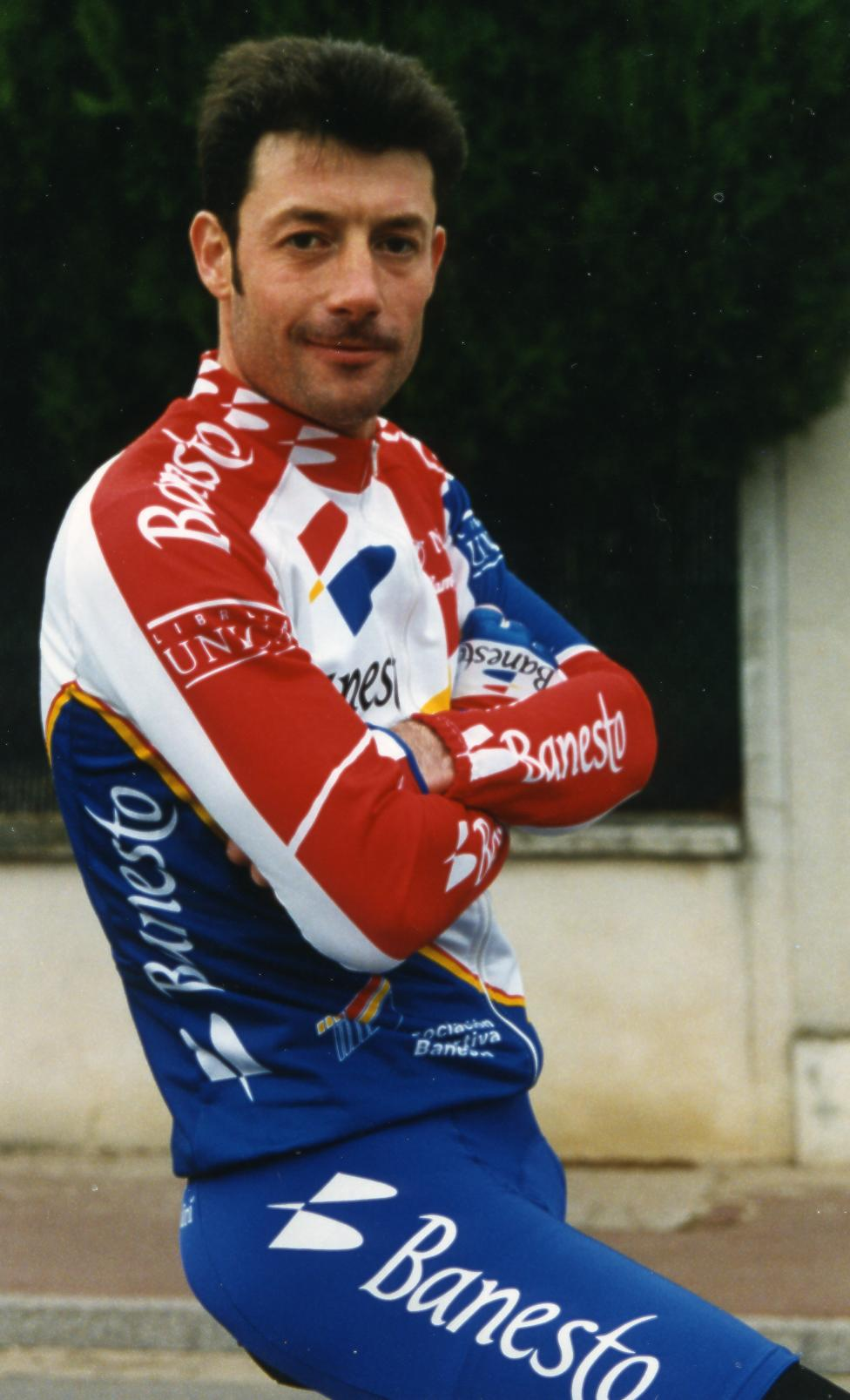
Jean-François Bernard, die acht etappezeges in Grote Rondes behaalde, hier in 1994
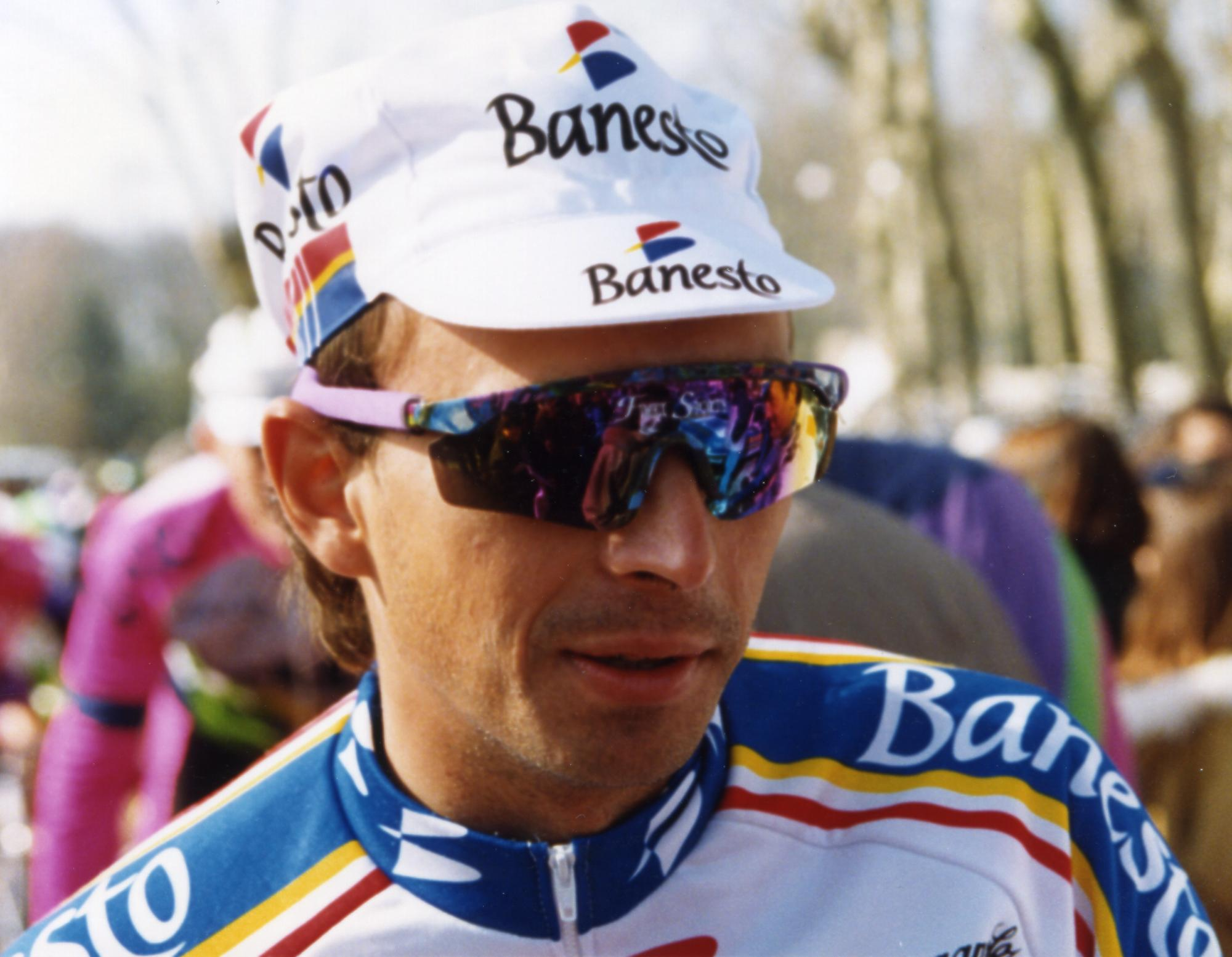
Armand de Las Cuevas, Frans kampioen op de weg in 1991, hier in 1993
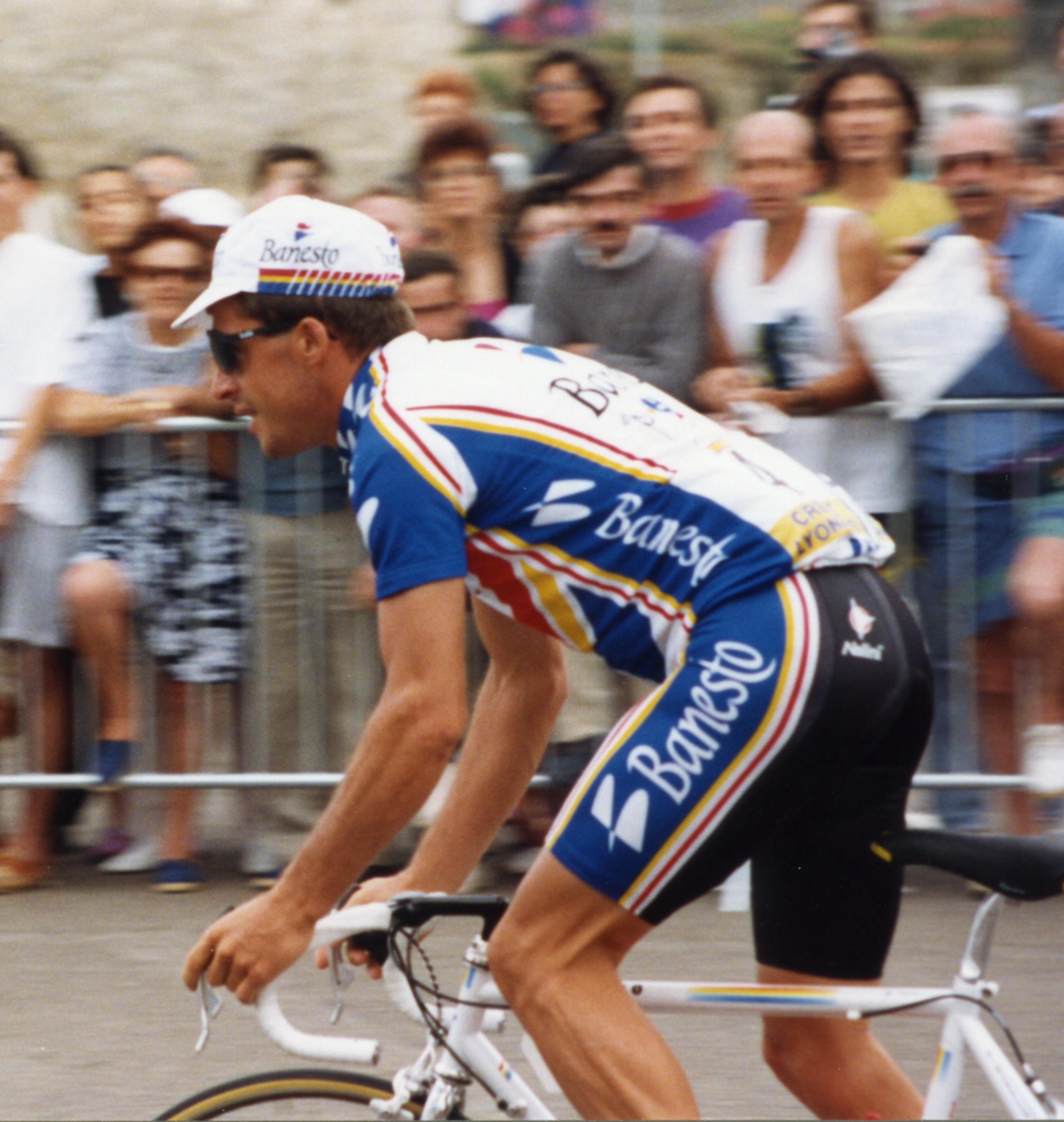
Pedro Delgado, Tourwinnaar in 1988, hier in 1994
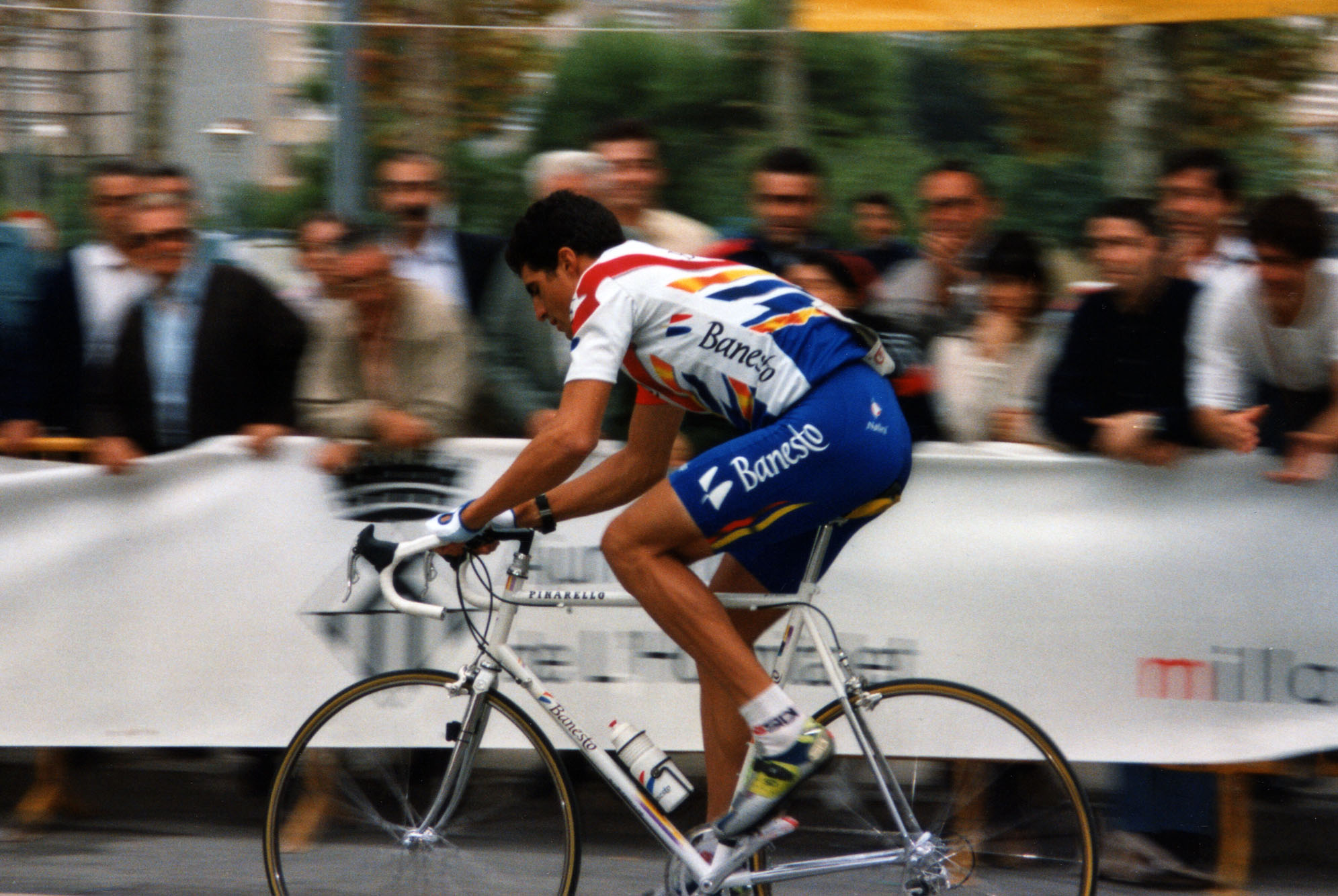
Vijfvoudig Tourwinnaar Miguel Indurain, 1996